# Erich Mächler
Erich Mächler (Hochdorf, 24 settembre 1960) è un ex ciclista su strada svizzero, professionista dal 1982 al 1993 e vincitore della Milano-Sanremo 1987.

## Carriera
Passato professionista a 22 anni, riuscì ad ottenere i suoi maggiori successi negli anni passati alla Carrera, squadra in cui militavano corridori come Guido Bontempi, Roberto Visentini e Stephen Roche.
Nel 1987 vinse la Milano-Sanremo e in estate indossò per sei giorni la maglia gialla al Tour de France.

## Palmarès
- 1982 (Royal-Wrangler, tre vittorie)

Tour du Nord-Ouest de la Suisse
8ª tappa Tour de Suisse (Etoy > Berna)
Stausee Rundfahrt
- 1983 (Cilo-Aufina, due vittorie)

Gran Premio di Mendrisio
7ª tappa Tour de Suisse (Sargans > Bellinzona)
- 1984 (Cilo-Aufina, due vittorie)

Campionati svizzeri, Prova in linea
2ª tappa Tirreno-Adriatico (Cassino > Montenero di Bisaccia)
- 1986 (Carrera Jeans, due vittorie)

20ª tappa Tour de France (Saint-Étienne > Puy de Dome)
5ª tappa Critérium du Dauphiné Libéré (Chambéry > Albertville)
- 1987 (Carrera Jeans, tre vittorie)

Milano-Sanremo
Prologo Critérium du Dauphiné Libéré (Grenoble)
4ª tappa Critérium du Dauphiné Libéré (Valence, cronometro)
- 1988 (Carrera Jeans, sei vittorie)

3ª tappa Tirreno-Adriatico (Cassino > Paglieta)
6ª tappa, 2ª semitappa Tirreno-Adriatico (San Benedetto del Tronto, cronometro)
Classifica generale Tirreno-Adriatico
Volta al Camp Morverde
Prologo Vuelta a la Comunidad Valenciana
Classifica generale Vuelta a la Comunidad Valenciana
- 1989 (Carrera Jeans, una vittoria)

4ª tappa Tirreno-Adriatico (Cerro al Volturno > Atri)
- 1990 (Carrera Jeans, una vittoria)

4ª tappa Tour de Luxembourg
- 1992 (Helvetia, una vittoria)

Tour du Nord-Ouest de la Suisse

### Altri successi
- 1987 (Carrera Jeans)

2ª tappa Tour de France (Berlino, cronosquadre)

## Piazzamenti

### Grandi Giri
- Giro d'Italia

1982: 91º
1985: 23º
1988: ritirato (14ª tappa)
1993: 120º
- Tour de France

1983: 84º
1984: 84º
1985: 114º
1986: 49º
1987: 85º
1988: 136º
1989: 117º
1990: 130º
1991: 128º
1992: ritirato (13ª tappa)
- Vuelta a España

1989: 58º
1991: 75º

### Classiche monumento
- Milano-Sanremo

1983: 36º
1984: 14º
1987: vincitore
1988: 8º
1989: 17º
1990: 88º
1992: 150º
- Giro delle Fiandre

1983: 33º
1984: 36º
1987: 59º
1988: 31º
1992: 72º
1993: 90º
- Parigi-Roubaix

1983: 24º
1992: 66º
- Liegi-Bastogne-Liegi

1990: 70º
- Giro di Lombardia

1986: 17º
1990: 78º

### Competizioni mondiali
- Campionati del mondo

Praga 1981 - Cronometro a squadre: 19º
Goodwood 1982 - In linea: ritirato
Altenrhein 1983 - In linea: 6º
Barcellona 1984 - In linea: ritirato
Giavera del Montello 1985 - In linea: 40º
Colorado Springs 1986 - In linea: 33º
Goodwood 1987 - In linea: 47º
Villach 1988 - In linea: 46º
Chambéry 1989 - In linea: ritirato
Utsunomiya 1990 - In linea: ritirato
Stoccarda 1991 - In linea: 27º
Benidorm 1992 - In linea: ritirato
Oslo 1993 - In linea: ritirato